# Musicscape
musicscape（ミュージックスケイプ）は音楽デザイナー：油井誠志（GEORGE ABURAI）、作詞家：油井真弓（MAYUMI ABURAI）による音楽クリエイティブユニット。2003年11月より映画、映像作品への楽曲提供を中心に活動している。代表作品にサウンドトラック『水曜日の朝に』、アルバム『婚』収録の「うたかた・・・」「雨の唄」、ピアノで日本の伝統音楽を再現する『ピアノナガウタ』シリーズなどがある。さまざまな音楽風景をテーマにした楽曲は、サウンドスケープの発想を取り入れ、環境音と楽音との融合を図っている。歌うようなピアノとせつなく耳元に響くボイスが特徴。音楽配信サイトで楽曲が試聴、購入可能。
その他にも、ウェディングでの演奏活動、ソフトウェアのサウンドデザイン、音空間デザインなど多方面で活躍中。